# Льежон, Абделла
Абделла́ Льежо́н (фр. Abdellah Liegeon; род. 13 декабря 1957, Оран, Алжир) — алжирский футболист и футбольный тренер, играл на позиции защитника.
Льежон родился во Франции и выступал в разное время за 3 французских клуба: «Безансон», «Монако» и «Страсбур».

## Достижения

### Клубные
- Чемпион Франции в сезоне 1981/1982 в составе «Монако»
- Обладатель Кубка Франции в сезоне 1984/1985 в составе «Монако»

### Со сборной Алжира
- Участник чемпионат мира 1986 года в Мексике